# Kerkmuziek

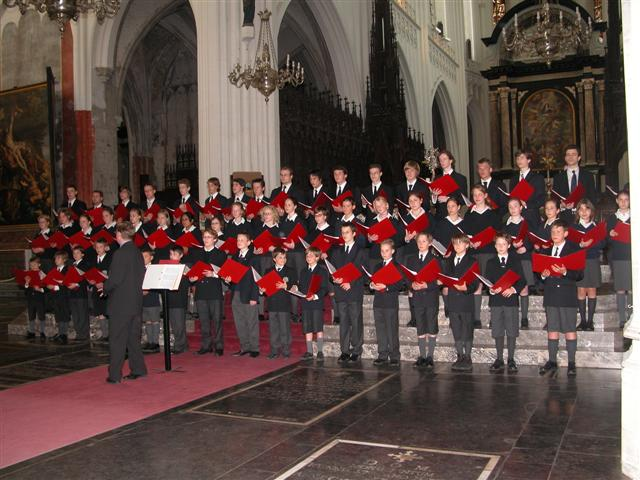
Het Antwerps Kathedraalkoor

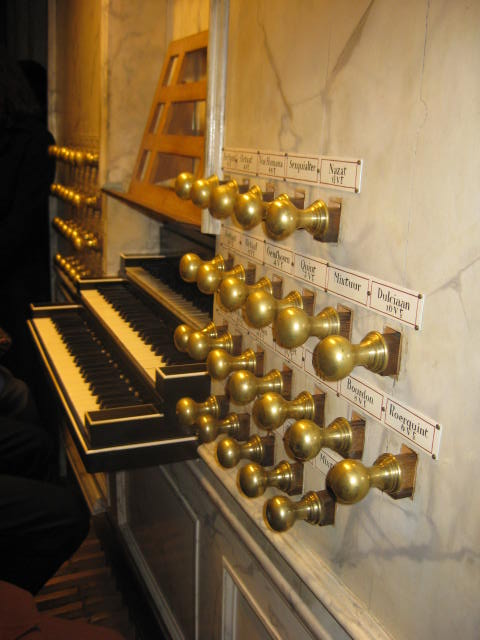
Hoofdorgel Nieuwe Kerk Amsterdam

Onder kerkmuziek verstaat men muziek, die geschreven is met het oog op gebruik ervan in de kerkelijke liturgie.

## Geschiedenis
Kerkmuziek is zo oud als de Kerk zelf, hoewel uit de vroegste tijden niet bijzonder veel is overgebleven, voor een deel doordat oudere notatiesystemen in onbruik geraakt waren. 
De eerste periode waarin bewust een poging is gedaan om enige orde aan te brengen in de liturgische muziek, deze te bundelen en verder te ontwikkelen, is de tijd van Karel de Grote. Aan deze tijd danken wij de eerste bundeling van het gregoriaans en het neumenschrift. Ongetwijfeld bevat het gregoriaans overblijfselen uit vroegere tijden, mogelijk zelfs uit de joodse tempelliturgie, maar dit is moeilijk aan te wijzen. Feit is dat bijna acht eeuwen lang de ontwikkeling van de West-Europese muziekgeschiedenis, zo niet geheel, dan toch voor het grootste deel, via kerkmuziek plaatsvond.
Met de ontwikkeling van de muzieknotatie en de meerstemmigheid richtten veel componisten zich op het scheppen van vooral kerkmuziek, ook al omdat componisten dikwijls priesters waren, zoals Gregorio Allegri, Gilles Binchois, Philippe de Vitry en niet te vergeten de Rode Priester Antonio Vivaldi. Vaak was dat voor musici de beste, zo niet enige, manier om aan de kost te komen, niet alleen in de Kerk zelf, maar ook aan een prins- aartsbisschoppelijk-, hertogelijk-, of keizerlijk hof.
Door alle eeuwen heen is de mis, of een onderdeel daarvan, een geliefd onderwerp voor componisten geweest, ook protestantse componisten zoals Johann Sebastian Bach schreven in deze vorm. De gregoriaanse melodieën werden vaak als basis genomen voor verdere meerstemmige bewerking. In de protestantse traditie vormt het kerklied het belangrijkste uitgangspunt voor de kerkmuziek. Op basis van het kerklied ontstonden koraalbewerkingen, -fantasieën en variaties, motetten en cantates. Ook katholieke componisten als Max Reger lieten zich door het protestantse kerklied inspireren.
Het motu proprio Tra le sollecitudini van 1903 van Paus Pius X was belangrijk voor de katholieke kerkmuziek omdat hiermee het gregoriaans werd hersteld.
Enkele voorbeelden van kerkmuziek, die thans ook in de concertzaal zijn te beluisteren:
- de Matthäuspassion van Johann Sebastian Bach
- de Missa Solemnis van Ludwig van Beethoven
- de Requiems van Wolfgang Amadeus Mozart (1792), Giuseppe Verdi (1874) en Gabriel Fauré (1888)
- verscheidene Te Deums en Gloria's
- talloze toonzettingen van het Stabat Mater, zoals dat van Giovanni Battista Pergolesi

## Opleiding en organisaties
In Heverlee bij Leuven is het Lemmensinstituut actief in de studie en het onderricht van kerkmuziek.
In Nederland kan aan diverse conservatoria kerkmuziek worden gestudeerd. In de praktijk houdt dit meestal in dat men naast de studie van bijvoorbeeld orgel of koordirectie de specifieke bijvakken (gregoriaans, liturgie, hymnologie) voor kerkmuziek bestudeert. Het Nederlands Instituut voor Kerkmuziek (NIK), tegenwoordig samen met het conservatorium en de beiaardschool onderdelen van de faculteit muziek van de Hogeschool voor de Kunsten Utrecht, is door de kerken erkend als opleidingsinstituut. Maar ook bij de andere conservatoria zijn kerkelijke examinatoren bij de eindexamens aanwezig. Het NIK en de Nederlandse Sint-Gregorius Vereniging (NSGV) werken nauw met elkaar samen. De NSGV houdt zich bezig met de opleiding van het amateurkader voor kerkmuziek.
De Katholieke Kerk en de Protestantse Kerk in Nederland hebben voor de begeleiding en kwaliteitsbewaking van de kerkmuziekopleidingen in Nederland de Interkerkelijke Stichting Opleiding Kerkmuziek (ISOK) opgericht.
De Stichting Kerkmuziek Netwerk, opgericht in 2013, beijvert zich om professionals en liefhebbers rond het thema kerkmuziek te inspireren en ondersteunen. 

## Enkele belangrijke componisten van kerkmuziek
- Hendrik Andriessen
- Bernard Bartelink
- Bernard Huijbers
- Albert de Klerk
- Tera de Marez Oyens
- Frits Mehrtens
- Johann Th. Lemckert
- Tom Löwenthal
- Antoine Oomen
- Maurice Pirenne
- Floris van der Putt
- Herman Strategier
- Ignace de Sutter
- Willem Vogel
- Jan Pieterszoon Sweelinck
- Adriaan Valerius
- Flip Veldmans
- Anton Vernooij
- Jan Zwart